# Millionaire
Millionaire – belgijski zespół indierockowy, założony w 1999 przez gitarzystę Tima Vanhamela.
W 2001 zespół nagrał pierwszą płytę, zatytułowaną Outside the Simian Flock. Zespół został dostrzeżony przez Josha Homme'a z Queens of the Stone Age. Millionaire występował jako support w trakcie amerykańskich i europejskich tras koncertowych Queens of the Stone Age. Grupa grała również z Muse i Foo Fighters.
W 2005 grupa nagrała drugi album – Paradisiac wyprodukowany przez Josha Homme'a. Na kilku koncertach Millionaire Homme występował również jako gitarzysta grupy.

## Skład zespołu
Pierwszy skład zespołu to:
- Tim Vanhamel, wokal i gitara
- Ben Wijers, gitara
- Dave Schroyen, perkusja
- Bas Remans, gitara basowa
- Aldo Struyf, keyboard

Gitarzysta, Ben Wijers opuścił zespół przed nagraniem płyty Paradisiac. Zastąpił go Aldo Struyf.

## Dyskografia

### Albumy
- 2001 : Outside the Simian Flock
- 2005 : Paradisiac

### Single
- 2001 : "Body Experience Revue"
- 2002 : "She's a Doll"
- 2002 : "Me Crazy, You Sane"
- 2002 : "Come With You"
- 2003 : "Champagne"
- 2005 : "For a Maid"
- 2005 : "I'm On a High"
- 2006 : "Rise and Fall"
- 2006 : "Ballad of Pure Thought"